# Tadija Kačar
Tadija Kačar (ur. 16 stycznia 1956 w Jajcach) – jugosłowiański bokser, wicemistrz olimpijski z 1976 i świata z 1978.
Zdobył srebrny medal w kategorii półśredniej (do 67 kg) na mistrzostwach Europy juniorów w 1974 w Kijowie.
Na igrzyskach olimpijskich w 1976 w Montreaul zdobył srebrny medal w wadze lekkośredniej (do 71 kg). Po wygraniu czterech walk, w tym półfinałowej z Rolando Garbeyem z Kuby uległ w finale Jerzemu Rybickiemu. Odpadł w pierwszej walce w tej wadze na mistrzostwach Europy w 1977 w Halle.
Na mistrzostwach świata w 1978 w Belgradzie startował w wadze półciężkiej (do 81 kg) i zdobył w niej srebrny medal  po pokonaniu w półfinale Herberta Baucha z NRD i przegranej w finale z Sixto Sorią z Kuby. Na tych samych mistrzostwach jego młodszy brat Slobodan wywalczył brązowy medal w wadze średniej (do 75 kg).
Tadija Kačar zdobył srebrny medal w wadze półciężkiej na mistrzostwach Europy w 1979 w Kolonii. W finale pokonał go Albert Nikolian ze Związku Radzieckiego. Zwyciężył w wadze średniej na igrzyskach śródziemnomorskich w 1979 w Splicie (na tych samych igrzyskach Slobodan Kačar wygrał w wadze półciężkiej).
Tadija Kačar był mistrzem Jugosławii w wadze półciężkiej w 1978 i 1979 oraz wicemistrzem  w 1981.
Jest bratem Slobodana Kačara, mistrza olimpijskiego w boksie z 1980 oraz wujem Gojko Kačara, serbskiego piłkarza.